# 南アフリカ共和国の政党別の国会議員数
南アフリカ共和国の政党別の国会議員数（みなみアフリカきょうわこくのせいとうべつのこっかいぎいんすう）では、南アフリカ共和国議会の国民議会（下院）における政党別の議員数（議席数）を示す。

## 一覧

### 南アフリカ共和国（1961年-）
| 選挙       | 年月日    | 定数 | 第1党                | 第2党       | 第3党             | 第4党             | 大統領             |
| ---------- | --------- | ---- | -------------------- | ----------- | ----------------- | ----------------- | ------------------ |
| 1994年選挙 | 1994年4月 | 400  | アフリカ民族会議 279 | 国民党 9    | インカタ自由党 28 | 自由戦線 50       | ネルソン・マンデラ |
| 1999年選挙 | 1999年6月 | 400  | アフリカ民族会議 279 | 民主党 50   | インカタ自由党 28 | 新国民党 9        | タボ・ムベキ       |
| 2004年選挙 | 2004年4月 | 400  | アフリカ民族会議 279 | 民主同盟 50 | インカタ自由党 28 | 統一民主運動 9    | タボ・ムベキ       |
| 2009年選挙 | 2009年4月 | 400  | アフリカ民族会議 264 | 民主同盟 67 | 国民会議 30       | インカタ自由党 18 | ジェイコブ・ズマ   |
| 2014年選挙 | 2014年5月 | 400  | アフリカ民族会議 249 | 民主同盟 89 | 経済解放闘士 25   | インカタ自由党 10 | ジェイコブ・ズマ   |
| 2019年選挙 | 2019年5月 | 400  | アフリカ民族会議 230 | 民主同盟 84 | 経済解放闘士 44   | インカタ自由党 14 | シリル・ラマポーザ |